# Дюк (гибрид)
Дюк — гибрид черешни и вишни. Название происходит от старинного английского сорта May Duke («Майский герцог»).

## Сравнение с родительскими видами
Листья более плотные и значительно крупнее, чем у вишни. Плоды крупнее, чем у вишни, но схожи по консистенции и вкусу. Гибриды более зимостойки, чем черешня, но уступают северным сортам вишни, а также более устойчивы к грибковым заболеваниям.

## История
Известно, что черешнево-вишневые гибриды произрастали в Англии и Франции с XVII века. Европейские сорта были недостаточно морозостойки для произрастания даже в центральной полосе России. Первый русский сорт получил И. В. Мичурин. В 1926 году он вывел сорт Ширпотреб чёрная путём скрещивания сорта вишни Юбилейная с сортом черешни Первенец. В конце 80-х и начале 90-х годов 20 века русскими селекционерами были получены новые более урожайные сорта гибридов.

## Сорта
Весной 1998 года на бывшей Россошанской опытной станции садоводства был создан сад, в котором вывели 30 отборных сортов гибридов. Большинство сортов было выведено А. Сычовым совместно с Л. И. Тараненко. Также известны сорта: Прен карай (Франция), Превосходная Веньяминова (выведен в Воронежском сельскохозяйственном институте), Саратовская малышка (выведен на Саратовской опытной станции садоводства), Мелитопольская радость (выведен в Институте орошаемого садоводства, Мелитополь). Активно занимаются разведением дюков в  Украине. В 1980 году был получен популярный среди садоводов сорт Чудо-вишня.

## Выращивание
Черешнево-вишневые гибриды выращивают на глинистых почвах. При посадке выкапывают ямы диаметром 1 м и глубиной 80 см на расстоянии 5 м друг от друга. Засыпают саженцы в равных пропорциях плодородной почвой и песком. Если почва кислая, то добавляют примерно 1 кг известняка. Большинство сортов плохо опыляют друг друга, поэтому рядом сажают сорта северной черешни или вишни. Удобрять дюки не рекомендуется, чтобы не препятствовать правильному вызреванию древесины, что не допускает гибели дерева зимой. Необходимо лишь осенью мульчировать приствольный круг скошенной травой.